# حسين أباد (سميرم)
حسين أباد هي قرية في مقاطعة سميرم، إيران. عدد سكان هذه القرية هو 435 في سنة 2006.